# Kerttu Niskanen
Kerttu Elina Niskanen (Oulu, 13 giugno 1988) è una fondista finlandese.

## Biografia
Sorella di Iivo e moglie di Juho Mikkonen, a loro volta fondisti, Kerttu Niskanen in Coppa del Mondo ha esordito il 2 dicembre 2007 a Kuusamo (61ª) e ha ottenuto il primo podio il 20 gennaio 2013 a La Clusaz (2ª).
In carriera ha partecipato a tre edizioni dei Giochi olimpici invernali, Soči 2014 (8ª nella 10 km, 4ª nella 30 km, 7ª nello skiathlon, 2ª nella sprint a squadre, 2ª nella staffetta), Pyeongchang 2018 (6ª nella 30 km, 23ª nella sprint, 16ª nello skiathlon, 4ª nella staffetta) e Pechino 2022 (medaglia d'argento nella 10 km, medaglia di bronzo nella 30 km, 4ª nello skiathlon, 4ª nella sprint a squadre, 4ª nella staffetta), e a sette dei Campionati mondiali, vincendo due medaglie. Il 17 febbraio 2019 ha ottenuto a Cogne la sua prima vittoria in Coppa del Mondo.
Al termine della stagione 2022-2023 si è aggiudicata la Coppa del Mondo di distanza.

## Palmarès

### Olimpiadi
- 4 medaglie:
  - 3 argenti (sprint a squadre, staffetta a Soči 2014; 10 km a Pechino 2022)
  - 1 bronzo (30 km a Pechino 2022)

### Mondiali
- 2 medaglie:
  - 2 bronzi (staffetta a Falun 2015; staffetta a Lahti 2017)

### Mondiali juniores
- 2 medaglie:
  - 2 bronzi (staffetta a Tarvisio 2007; staffetta a Malles Venosta 2008)

### Coppa del Mondo
- Miglior piazzamento in classifica generale: 3ª nel 2023
- Vincitrice della Coppa del Mondo di distanza nel 2023
- 23 podi (15 individuali, 8 a squadre):
  - 5 vittorie (4 individuali, 1 a squadre)
  - 8 secondi posti (3 individuali, 5 a squadre)
  - 10 terzi posti (8 individuali, 2 a squadre)

#### Coppa del Mondo - vittorie
| Data             | Località    | Nazione  | Spec.                     |
| ---------------- | ----------- | -------- | ------------------------- |
| 17 febbraio 2019 | Cogne       | Italia   | 10 km TC                  |
| 10 dicembre 2022 | Beitostølen | Norvegia | 10 km TC                  |
| 17 marzo 2023    | Falun       | Svezia   | 10 km TC                  |
| 16 marzo 2024    | Falun       | Svezia   | 10 km TC                  |
| 31 gennaio 2025  | Cogne       | Italia   | TS TC (con Jasmi Joensuu) |

Legenda:

TC = tecnica classica

TS = sprint a squadre

#### Coppa del Mondo - competizioni intermedie
- 13 podi di tappa:
  - 4 vittorie
  - 2 secondi posti
  - 7 terzi posti

##### Coppa del Mondo - vittorie di tappa
| Data             | Località    | Nazione  | Competizione | Disciplina  |
| ---------------- | ----------- | -------- | ------------ | ----------- |
| 1º gennaio 2014  | Lenzerheide | Svizzera | Tour de Ski  | 10 km TC MS |
| 29 dicembre 2021 | Lenzerheide | Svizzera | Tour de Ski  | 10 km TC    |
| 31 dicembre 2023 | Dobbiaco    | Italia   | Tour de Ski  | 10 km TC    |
| 4 gennaio 2024   | Davos       | Svizzera | Tour de Ski  | 20 km TC PU |

Legenda:

TC = tecnica classica

MS = partenza in linea

PU = inseguimento